# Pedicularis rostratospicata
Espèce
Classification APG III (2009)
Statut de conservation UICN

 LC  : Préoccupation mineure
Pedicularis rostratospicata, Pédiculaire à bec en épi, est une espèce de plantes herbacées appartenant à la famille des Scrophulariaceae selon la classification classique de Cronquist (1981) ou à la famille des Orobanchaceae selon la classification phylogénétique.

## Description
Fleurs purpurines. 15 à 60 cm de hauteur.

## Répartition
Alpes internes de 1 600 m d'altitude jusqu'à 2 700.

## Biotopes
Pelouse basiphiles subalpines à alpines mésohygrophiles.